# Zoura-Foulbé
Pour les articles homonymes, voir Zoura.
Ne doit pas être confondu avec Zoura (Kongoussi).
Zoura-Foulbé est une localité située dans le département de Kongoussi de la province du Bam dans la région Centre-Nord au Burkina Faso. Lors du recensement de 2006, on y a dénombré 649 habitants. 